# Thomas Hylland Eriksen
Thomas Hylland Eriksen (6. února 1962 Oslo – 27. listopadu 2024 Oslo) byl norský antropolog, spisovatel a publicista. Působil jako profesor kulturní a sociální antropologie na Univerzitě v Oslu. Mezi jeho hlavní okruhy zájmu patřily etnicita, nacionalismus, globalizace a multikulturalismus. Terénní výzkum prováděl mimo jiné v Norsku, na Trinidadu, Mauriciu, nebo v Austrálii.

## Život a dílo
Narodil se v Oslu a vyrůstal v Nøtterøy, kde absolvoval gymnázium ve městě Tønsberg. Ve studiích pokračoval na Univerzitě v Oslu. V osmdesátých letech se věnoval výzkumu etnicity na Trinidadu a Mauriciu. Profesorem se stal v roce 1995 ve věku 33 let. Kromě výzkumu se věnoval popularizaci sociální antropologie. Často se také v Norsku účastnil veřejné debaty. V roce 2013 kandidoval do parlamentu za Norskou stranu zelených, jejímž byl členem. Řadu let působil v norském časopisu Samtiden, který vedl. Patřil ke kritikům norského nacionalismu. Pravidelně komentoval proces s norským masovým vrahem Andersem Behringem Breivikem, který je pachatelem teroristických útoků v Norsku z roku 2011. Breivik u soudu Hyllanda Eriksena citoval jako představitele multikulturalismu, který podle něj usiluje o dekonstrukci norského etnika. Hylland Eriksen v procesu také vystoupil jako svědek obhajoby. V roce 2021 obdržel čestný doktorát Univerzity Karlovy.

### Výběr z bibliografie
V češtině dosud vyšly tyto práce:
- Etnicita a nacionalismus. Antropologické perspektivy Karolinum, Praha 2023
- Odpady: Odpad ve světě nechtěných vedlejších účinků Doplněk, Brno 2015
- Syndrom velkého vlka: hledání štěstí ve společnosti nadbytku Doplněk, Brno 2010
- Sociální a kulturní antropologie: příbuzenství, národnostní příslušnost, rituál Portál, Praha 2008
- Antropologie multikulturních společností: rozumět identitě Triton, Praha 2007
- Tyranie okamžiku: rychlý a pomalý čas v informačním věku Doplněk, Brno 2005, 2009, 2012